# 셜록 홈즈의 사건집
셜록 홈즈의 사건집(영어: The Case-Book of Sherlock Holmes)은 영국의 소설가 아서 코난 도일의 단편집이다. 《셜록 홈즈 시리즈》의 하나로, 다섯 단편집 중 마지막으로 발행된 작품이다. 1927년 발행된 영국의 스트랜드 매거진 1921년 10월호에서 1927년 4월호까지 발표된 12편의 단편을 수록하고 있다.

## 수록 작품
- The Adventure of the Mazarin Stone (마자랭의 보석)
- The Problem of Thor Bridge (토르 교 사건)
- The Adventure of the Creeping Man (기어다니는 사람)
- The Adventure of the Sussex Vampire (서섹스의 흡혈귀)
- The Adventure of the Three Garridebs (세 명의 개리뎁)
- The Adventure of the Illustrious Client (거물급 의뢰인)
- The Adventure of the Three Gables (세 박공집)
- The Adventure of the Blanched Soldier (창백한 군인)
- The Adventure of the Lion's Mane (사자 갈기)
- The Adventure of the Retired Colourman (은퇴한 물감장수)
- The Adventure of the Veiled Lodger (베일 쓴 하숙인)
- The Adventure of Shoscombe Old Place (쇼스콤 장원)